# Державний науково-дослідний інститут автоматизованих систем у будівництві
Державний науково-дослідний інститут автоматизованих систем у будівництві (ДНДІАСБ) — науково-дослідний інстут України, який спеціалізується у сфері інформаційних технологій, базова організація Міністерства регіонального розвитку,  будівництва  і житлово-комунального господарства України з науково-технічної діяльності у сферах будівництва, промисловості будівельних матеріалів, архітектури і містобудування.